# Amber Sibley
Amber Sibley (geboren vor 1980) ist eine Maskenbildnerin.

## Karriere
Amber Sibley arbeitet am Los Angeles City College.
Ihre Karriere im Filmgeschäft begann 1992 bei dem Kurzfilm Viking Relics. Es folgten weitere Filme wie Mary Shelley’s Frankenstein oder Event Horizon – Am Rande des Universums, bevor sie bei dem Film Shadow of the Vampire mitwirkte und für ihre künstlerischen Leistungen bei der Oscarverleihung 2001 eine Oscar-Nominierung in der Kategorie Bestes Make-up und beste Frisuren erhielt. Im Anschluss wirkte sie bei weiteren Produktionen mit, wie bei dem Vampir-Actionfilm Blade II, dem indischen Filmdrama Black, den beiden weihnachtlichen Filmen Merry Christmas und Die Gebrüder Weihnachtsmann. Des Weiteren war sie als Make-up-Supervisior für die Eröffnungsfeier und Schlussfeier der Olympischen Sommerspiele 2012 verantwortlich.

## Filmografie (Auswahl)
- 1992: Viking Relics (Kurzfilm)
- 1992: Das Geisterschiff (Ghost Ship)
- 1994: Mary Shelley’s Frankenstein
- 1997: Event Horizon – Am Rande des Universums (Event Horizon)
- 2000: Shadow of the Vampire
- 2002: Blade II
- 2005: Black
- 2005: Merry Christmas
- 2007: Die Gebrüder Weihnachtsmann (Fred Claus)
- 2009: I Am Love
- 2011: X-Men: Erste Entscheidung (X-Men: First Class)
- 2012: Eröffnungsfeier der Olympischen Sommerspiele 2012
- 2012: Schlussfeier der Olympischen Sommerspiele 2012

## Auszeichnungen und Nominierungen
- 2001: Saturn-Award-Nominierung in der Kategorie „Bestes Make-up“ für Shadow of the Vampire
- 2001: Oscarnominierung in der Kategorie „Bestes Make-up und beste Frisuren“ für Shadow of the Vampire
- 2001: OFTA-Film-Award in der Kategorie „Bestes Make-up und Beste Frisuren“ für Shadow of the Vampire